# أوليفيا كيوباسا
أوليفيا كيوباسا (مواليد 26 أبريل 2000) هي لاعبة شطرنج بولندية، مثلت بولندا في أولمبياد الشطرنج ال44.